# Колекція лісовода Вінтера
Колекція лісовода Вінтера — ботанічна пам’ятка природи місцевого значення в Україні, розташована в Києві, на території Оболонського району. Є частиною Пуща-Водицького лісопарку.  

## Опис
Пам’ятка природи розташована на території Пуща-Водицького лісництва Святошинського лісопаркового господарства, у 111-му кварталі, 25-му виділі.  
На площі 0,3 га зростає група дерев, висаджених у 1910–1917 роках відомим київським лісоводом, професором медицини, лісничим Пуща-Водицького лісництва С.В. Вінтером. До складу насадження входять два дерева сосни Веймута та чотири дерева модрини сибірської.  
Екземпляри сосни Веймута мають висоту 20 м і 23 м, а їхній стовбур у обхваті сягає 205 см і 210 см відповідно. Висота екземплярів модрини сибірської — до 25 м, а обхват стовбура на висоті 1,3 м від землі — 205 см.  

## Історія створення
Об’єкт оголошений ботанічною пам’яткою природи місцевого значення розпорядженням Київської міської державної адміністрації від 14 жовтня 1997 року № 1628.  

## Значення
Колекція лісовода Вінтера є цінним ботанічним об’єктом, що має наукове та історичне значення. Вона демонструє результати роботи з інтродукції деревних порід у Києві та збереження рідкісних екземплярів.  

## Загрози та охорона
Об’єкт перебуває під охороною Святошинського лісопаркового господарства. Водночас територія лісопарку перебуває під загрозою незаконної забудови.  

## Галерея

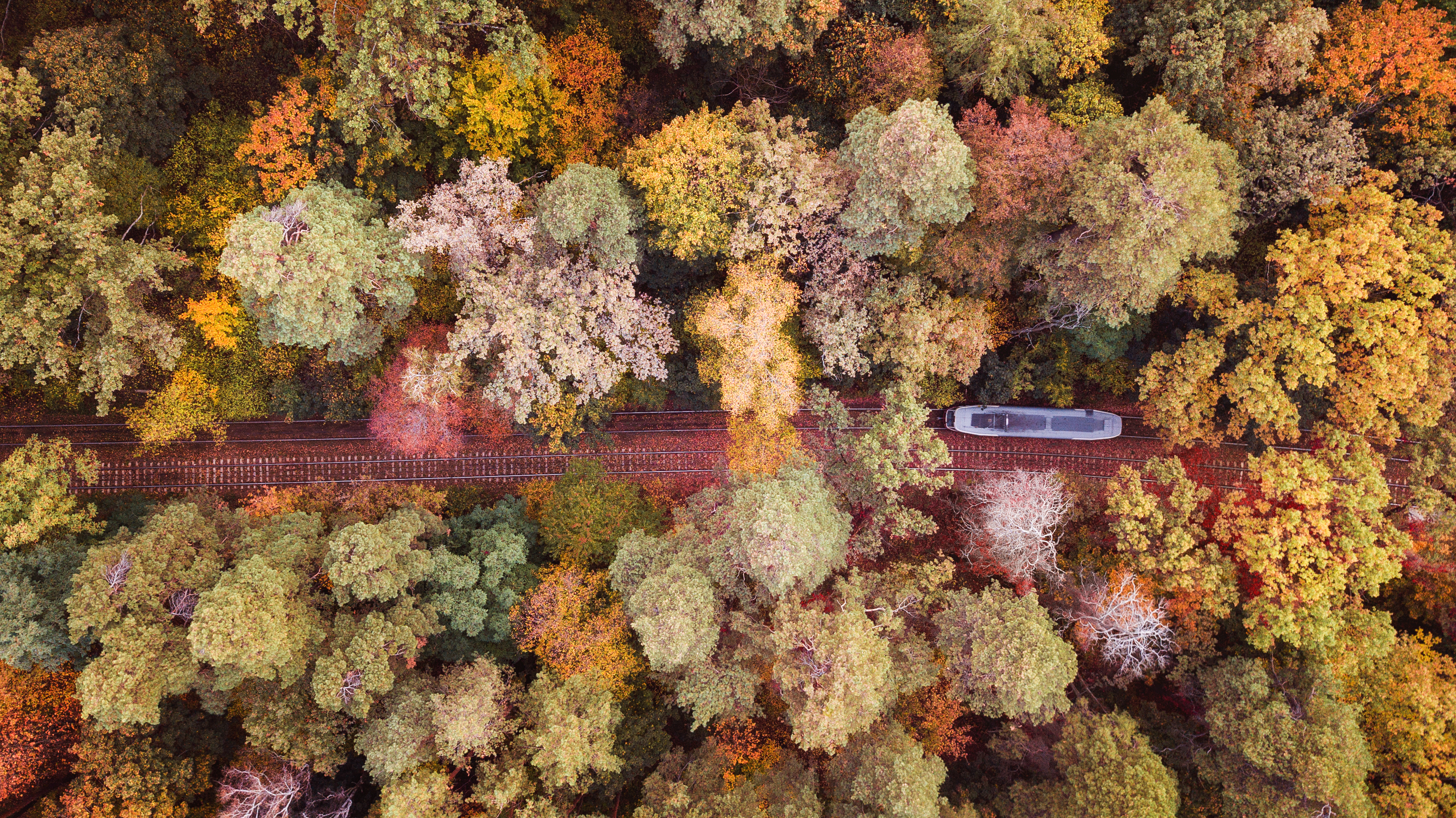
Колекція лісовода Вінтера вид зверху